# Maison de la Brouette
La Maison de la Brouette (néerlandais : Den Cruywagen) est une maison de style baroque située aux numéros 2 et 3 de la Grand-Place de Bruxelles en Belgique, entre les maisons du Roi d'Espagne et du Sac, sur le côté nord-ouest de la place.
C'est l'ancienne maison de la corporation des graissiers, qui vendaient des œufs, de la volaille, du beurre et d'autres denrées de cette nature.
Au XIXe siècle elle avait étrangement été appelée la Maison des Imprimeurs.

## Historique
« La Brouette est l'ancienne maison des graissiers (vettewariers en néerlandais), constitués en gilde dès 1365. En 1439, ils achètent une maison à façade-pignon en bois, élevée comme les n° 4 à 6 sur l'ancien domaine des Serhuyghs, propriétaires du steen voisin (no 1) » (à l'emplacement de l'actuelle Maison du Roi d'Espagne).
« En 1644, les graissiers résolurent d'abattre la vieille façade de leur maison la Brouette, et de la remplacer par une autre qui serait magnifique et dont le devis était porté à 12 000 florins. Pour couvrir les frais de cette construction, le Magistrat de Bruxelles les autorisa à porter le droit d'entrée dans leur corporation de 25 florins à 36 florins, puis à 50 florins ».
La façade, partiellement épargnée lors du bombardement de Bruxelles par les troupes françaises de Louis XIV commandées par le maréchal de Villeroy en août 1695, est restaurée par Jean Cosyn qui lui donne un nouveau pignon en 1697,, date attestée par les cartouches qui ornent les allèges des fenêtres du deuxième étage (« Anno 1697 »).
Au XVIIIe siècle, elle porte le nom de Cordenwagen.
L'état de la maison étant fort altéré, elle est restaurée en 1912 (rétablissement du décor du pignon et des colonnes du premier étage, rétablissement des croisées des fenêtres, remplacement de certaines pierres).
La maison est occupée actuellement par une taverne.

Le bombardement de Bruxelles en 1695 par les troupes françaises du maréchal de Villeroy
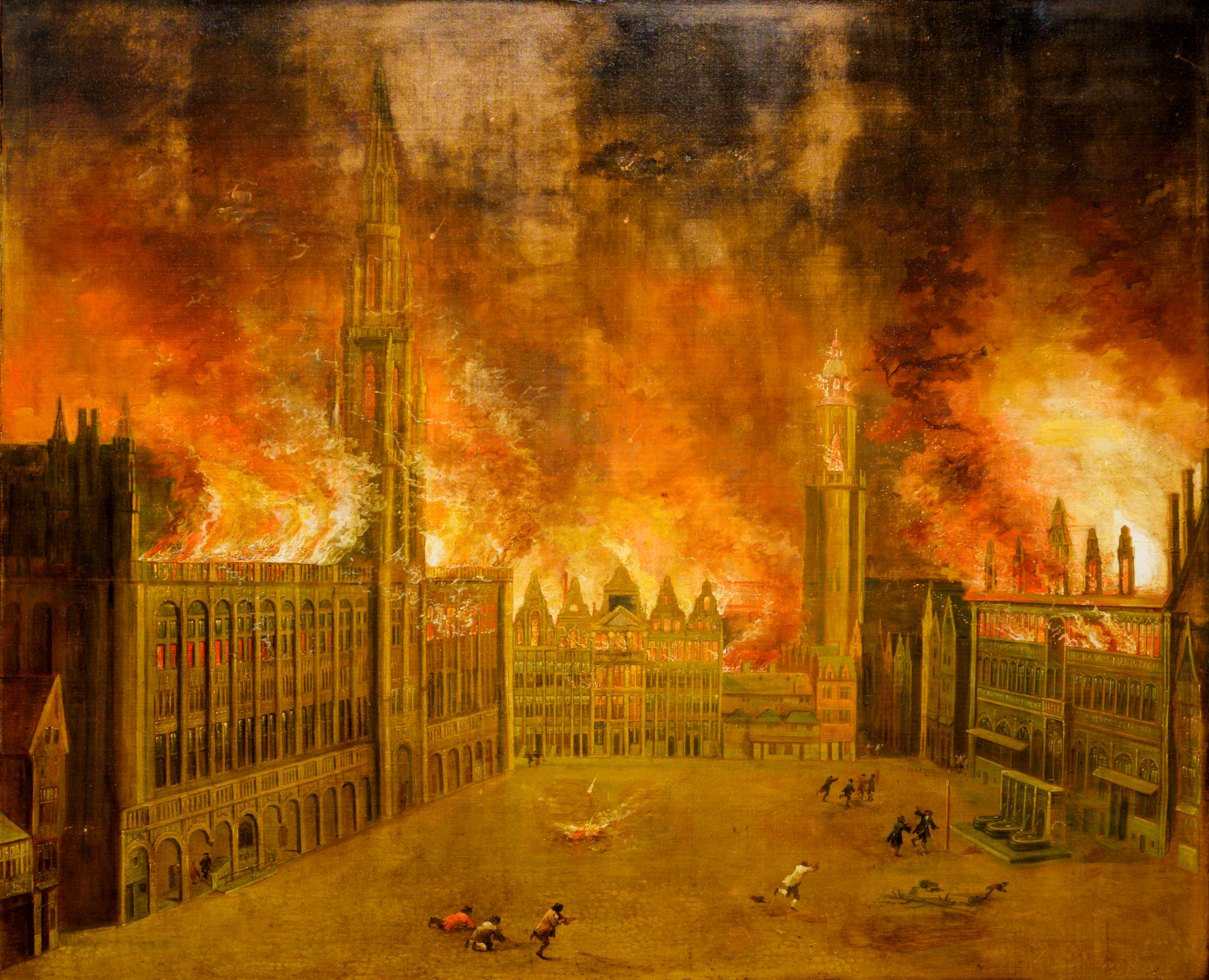
La Grand-Place en feu la nuit du 13 au 14 août 1695 (anonyme, musée de la Ville de Bruxelles) : la Maison de la Brouette et ses voisines dans le fond.
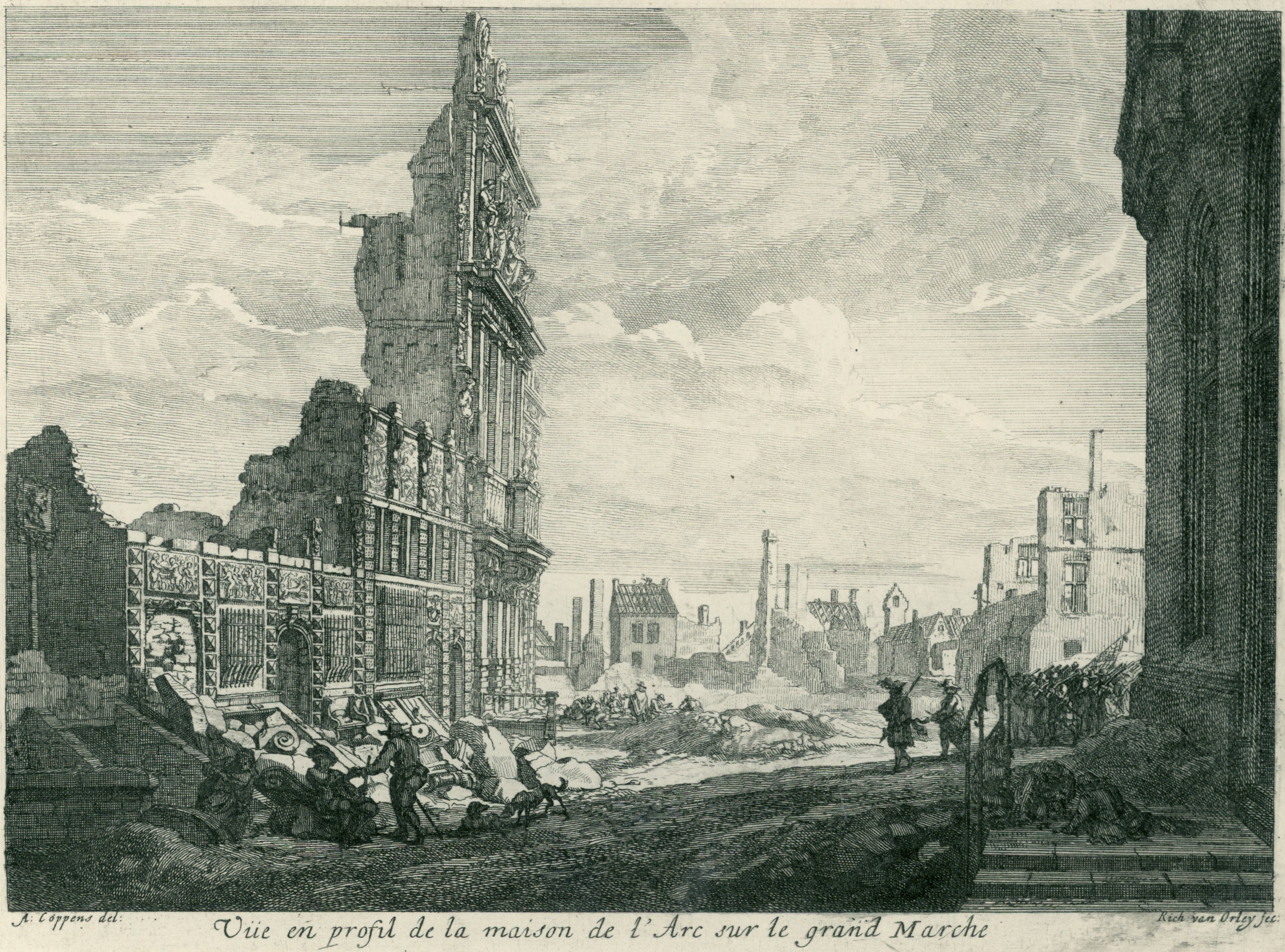
La maison de la Louve (encore partiellement debout, au centre) et ses voisines entièrement détruites (par Richard van Orley d'après Augustin Coppens, Rijksmuseum, Amsterdam).

## Classement
Les façades et les toitures de toutes les maisons qui bordent la Grand-Place font l'objet d'un classement au titre des monuments historiques en tant qu'ensemble depuis le 19 avril 1977 sous la référence globale 2043-0065/0.
Le classement a été étendu à d'autres parties du bâtiment le 7 novembre 2002, sous la référence 2043-0065/002.

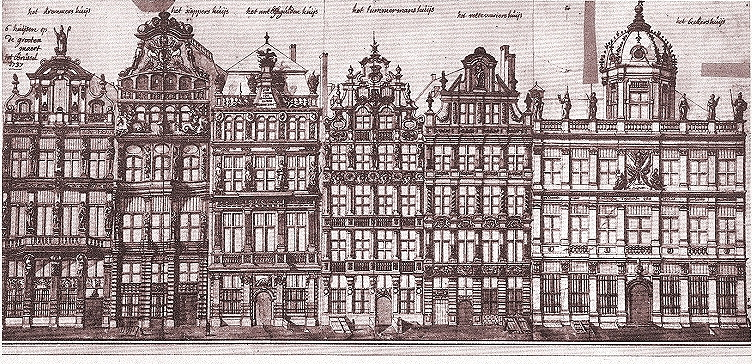
La Maison de la Brouette (deuxième à droite) et ses voisines. Dessin de Ferdinand-Joseph Derons (1727).
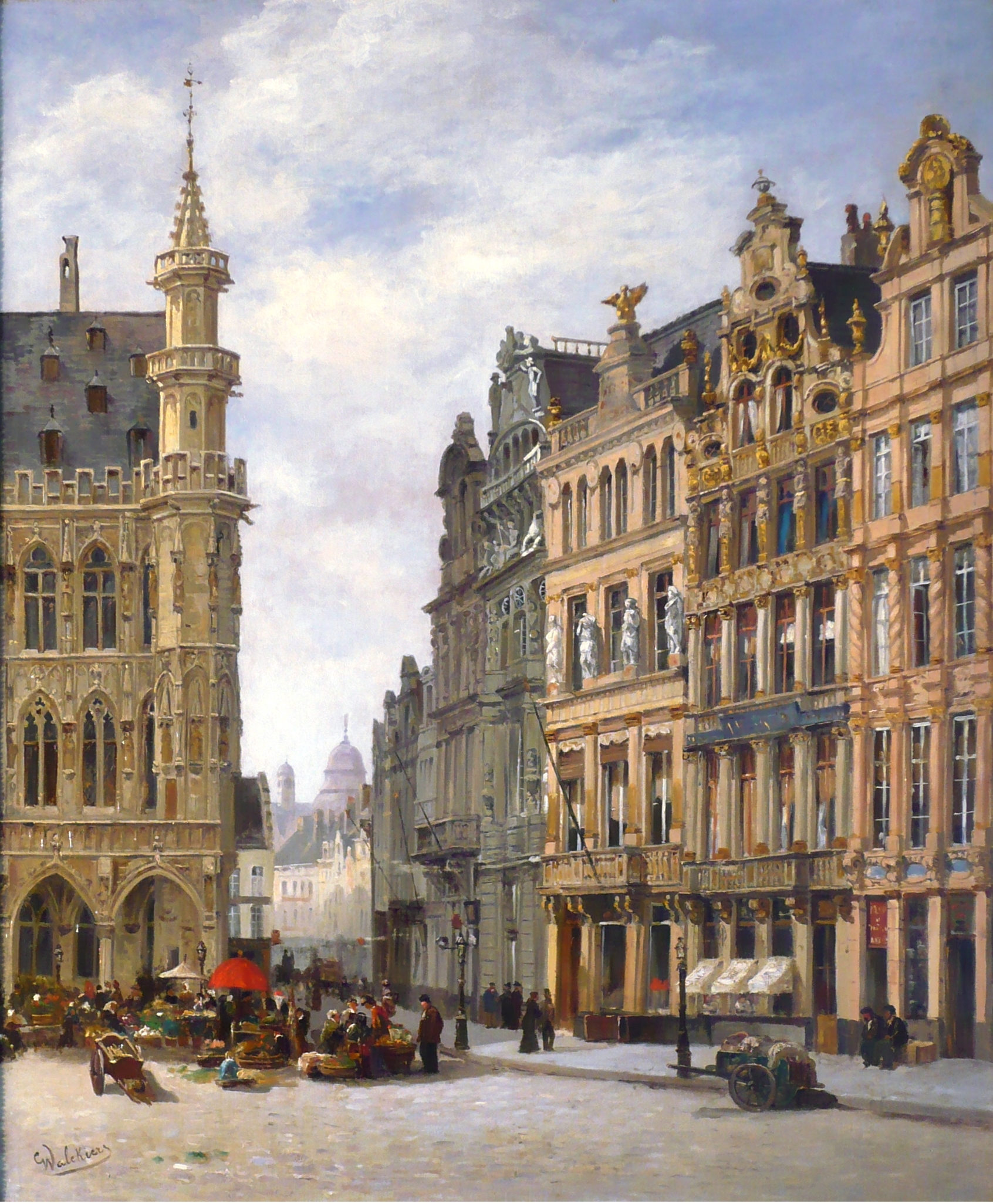
Les maisons du Renard, du Cornet, de la Louve, du Sac et de la Brouette sur un tableau de Gustave Walckiers (vers 1880).

## Architecture

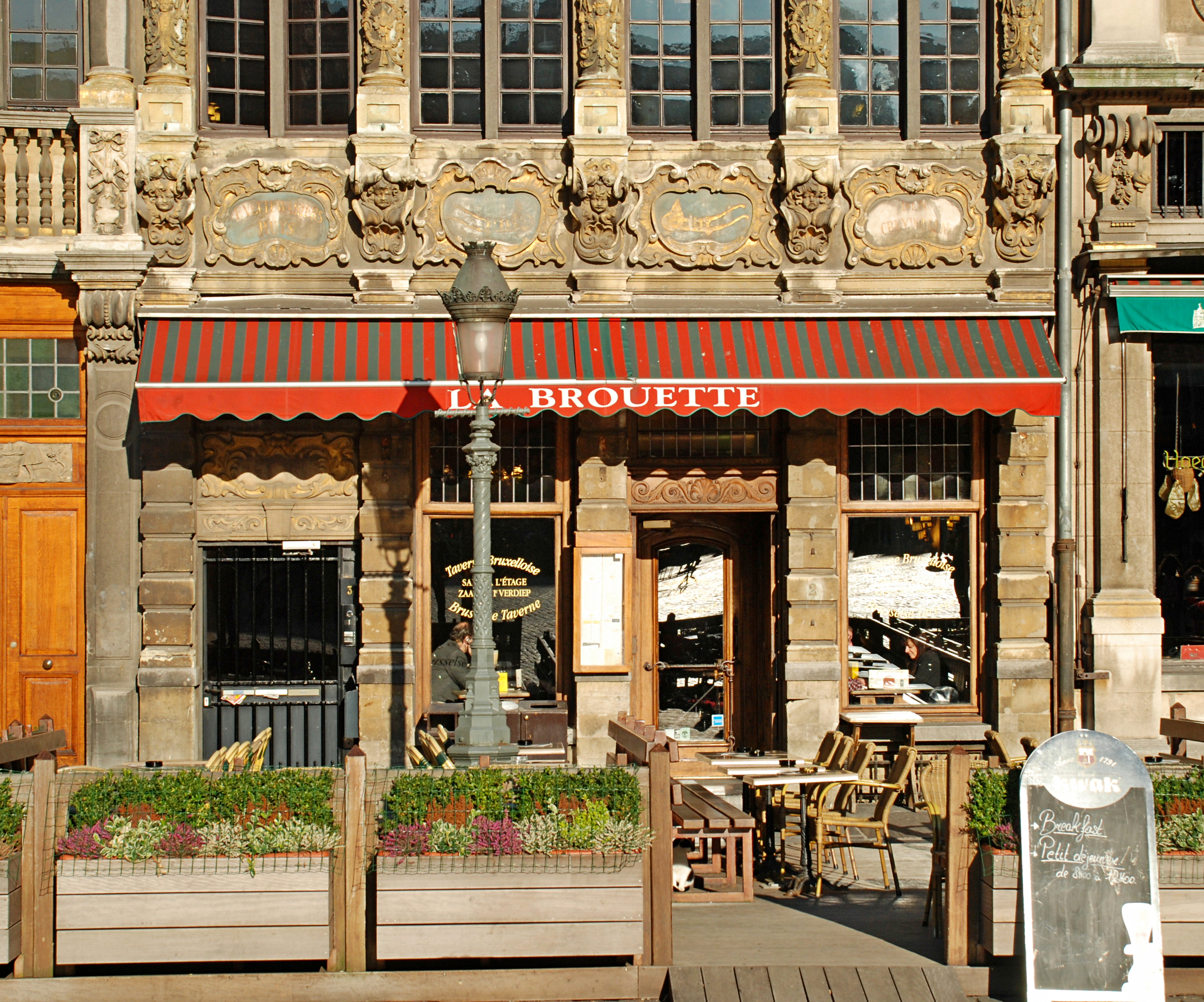
Le rez-de-chaussée.

### Façade
La Maison de la Brouette, édifiée en pierre de taille, présente une façade de quatre niveaux et de quatre travées, assez semblable à celle de la Maison du Sac voisine.
Cette façade baroque richement décorée superpose les quatre ordres classiques : l'ordre dorique au rez-de-chaussée, l'ordre ionique au premier étage, l'ordre corinthien au deuxième étage et l'ordre composite au troisième étage.
Le premier étage possède de grandes fenêtres à croisée de pierre séparées par des colonnes engagées à chapiteau ionique. Les allèges de ces fenêtres sont ornées de cartouches. Les deux cartouches du centre représentent une brouette dorée sur fond bleu tandis que les cartouches latéraux mentionnent le nom de la corporation et celui de la maison : « 't Vettewariers Huys » (maison des graissiers) et « Den Cruywagen » (la brouette).
Les fenêtres à croisée de pierre du deuxième étage sont séparées par des colonnes corinthiennes torses enlacées de lierre et de chêne et surmontées de chapiteaux à feuilles d'acanthe supportant un entablement à l'antique. Les allèges de ces fenêtres sont ornées des cartouches « Anno 1697 », qui mentionnent la date de la réédification.
Au troisième étage, les fenêtres à croisée sont séparées par des pilastres cannelés à rudenture surmontés de chapiteaux d'ordre composite à feuilles d'acanthe supportant un entablement à l'antique orné d'une frise de denticules.

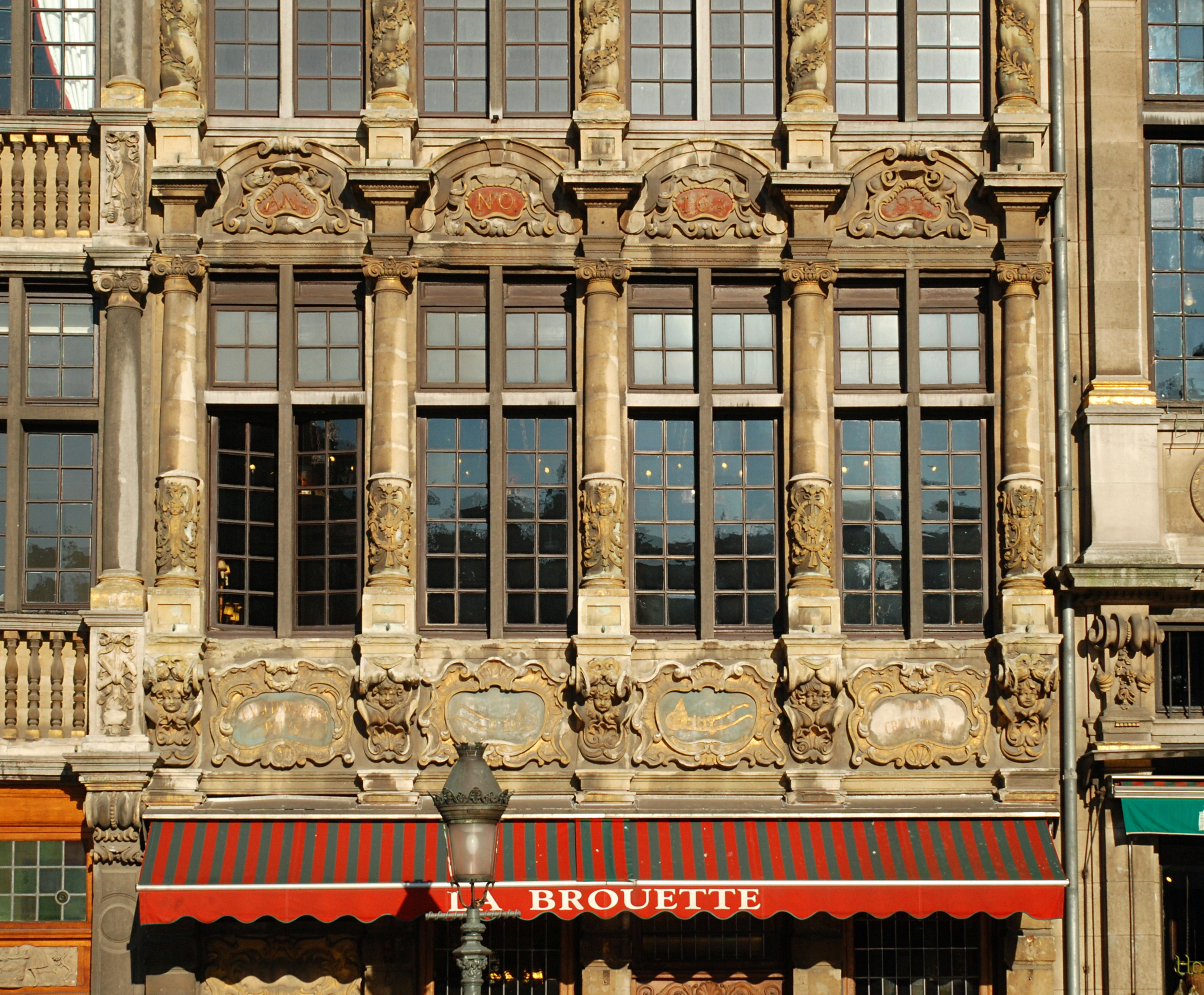
Le premier étage.
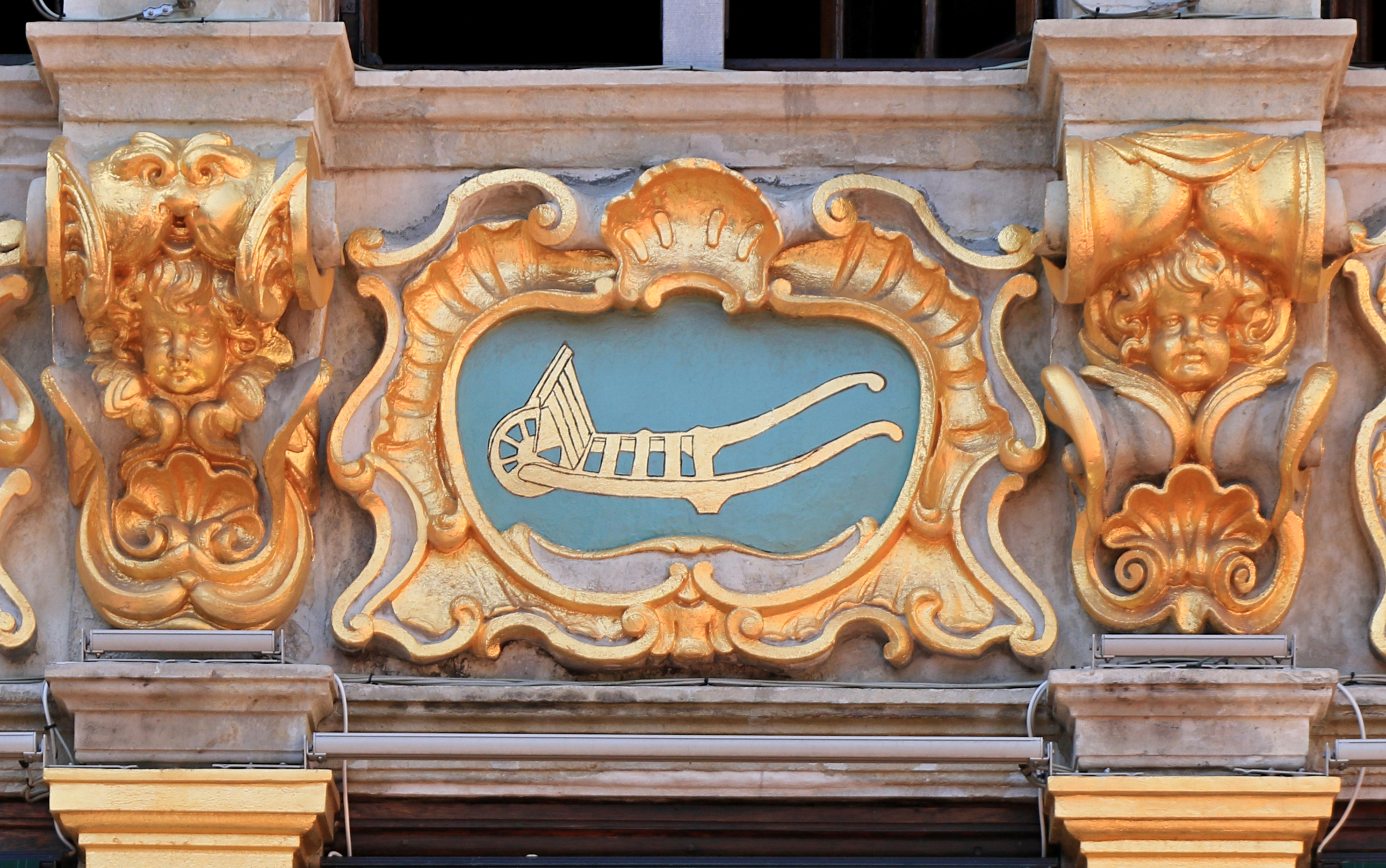
L'enseigne à la brouette.
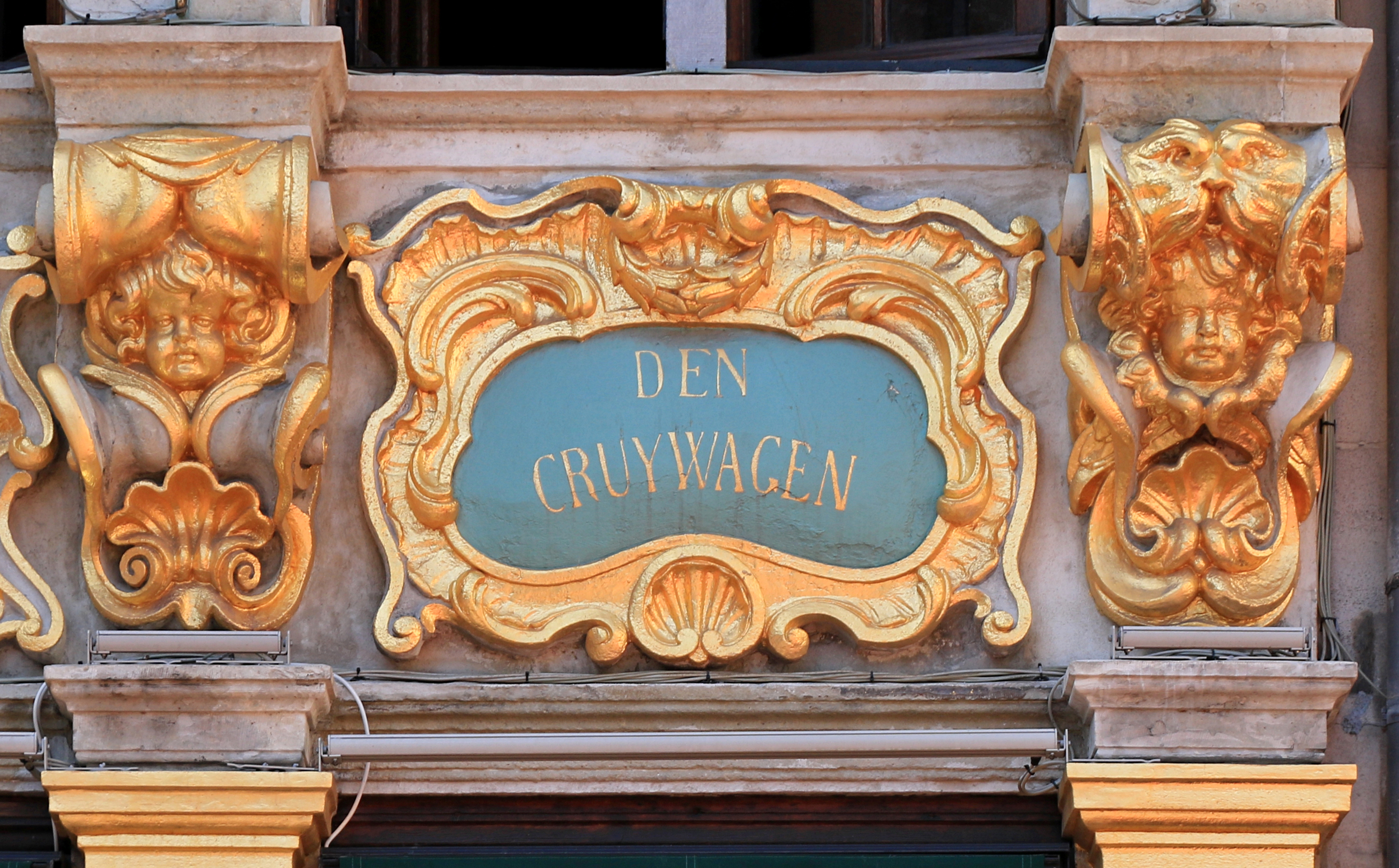
Cartouche « Den Cruywagen ».

### Pignon
La façade est couronnée par un pignon très orné composé de deux registres.
Le registre inférieur intègre deux fenêtres à meneau de pierre, des guirlandes de fruits, des allèges sculptées et des pots à feu, et le registre supérieur est orné de deux pots à feu flanquant un fronton triangulaire brisé interrompu par une niche cintrée abritant la statue du patron des graissiers saint Gilles (œuvre de J. Van Hamme en 1912) accompagné d'une biche et surmonté d'un grand coquillage.

Le pignon
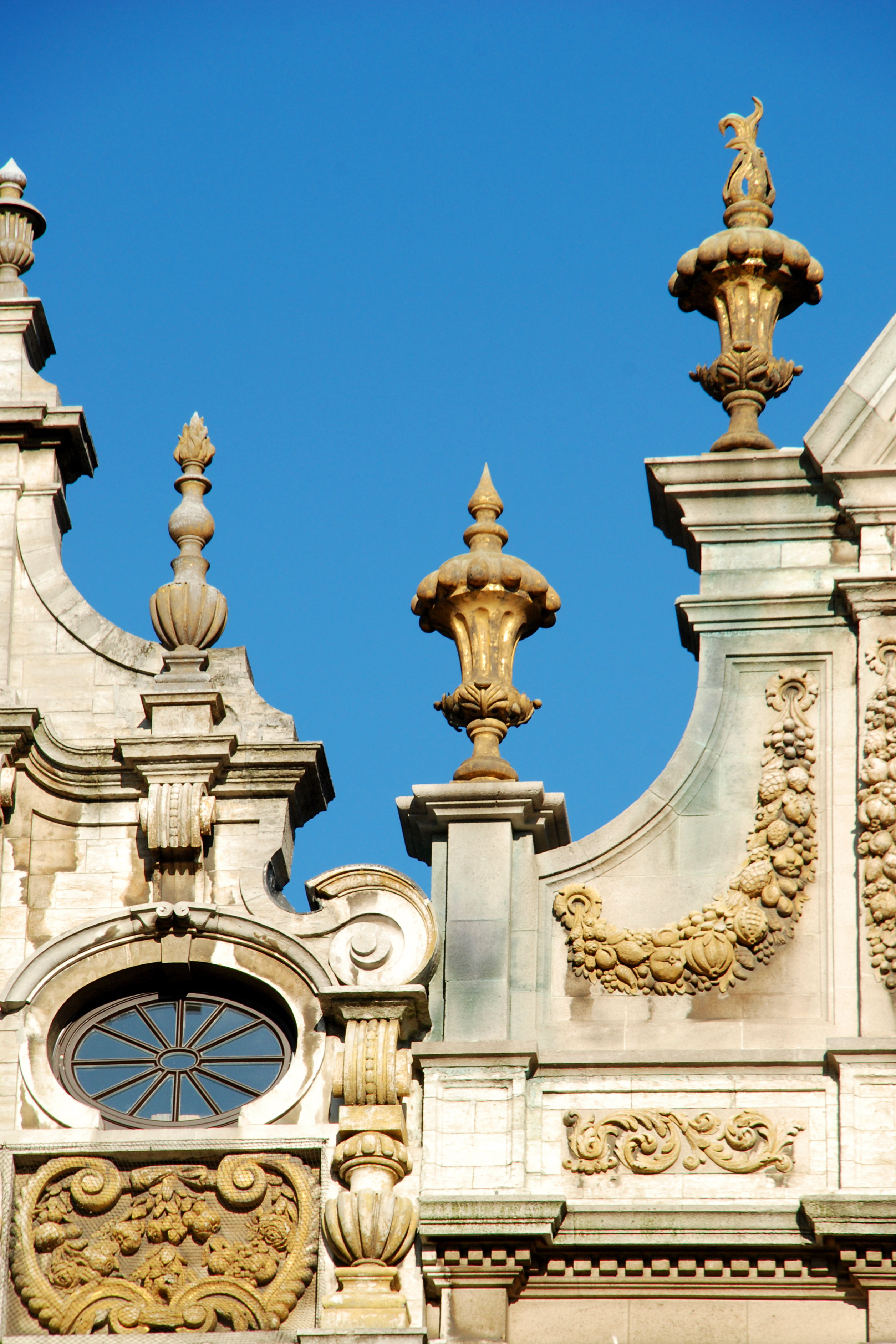
Les pots à feu.
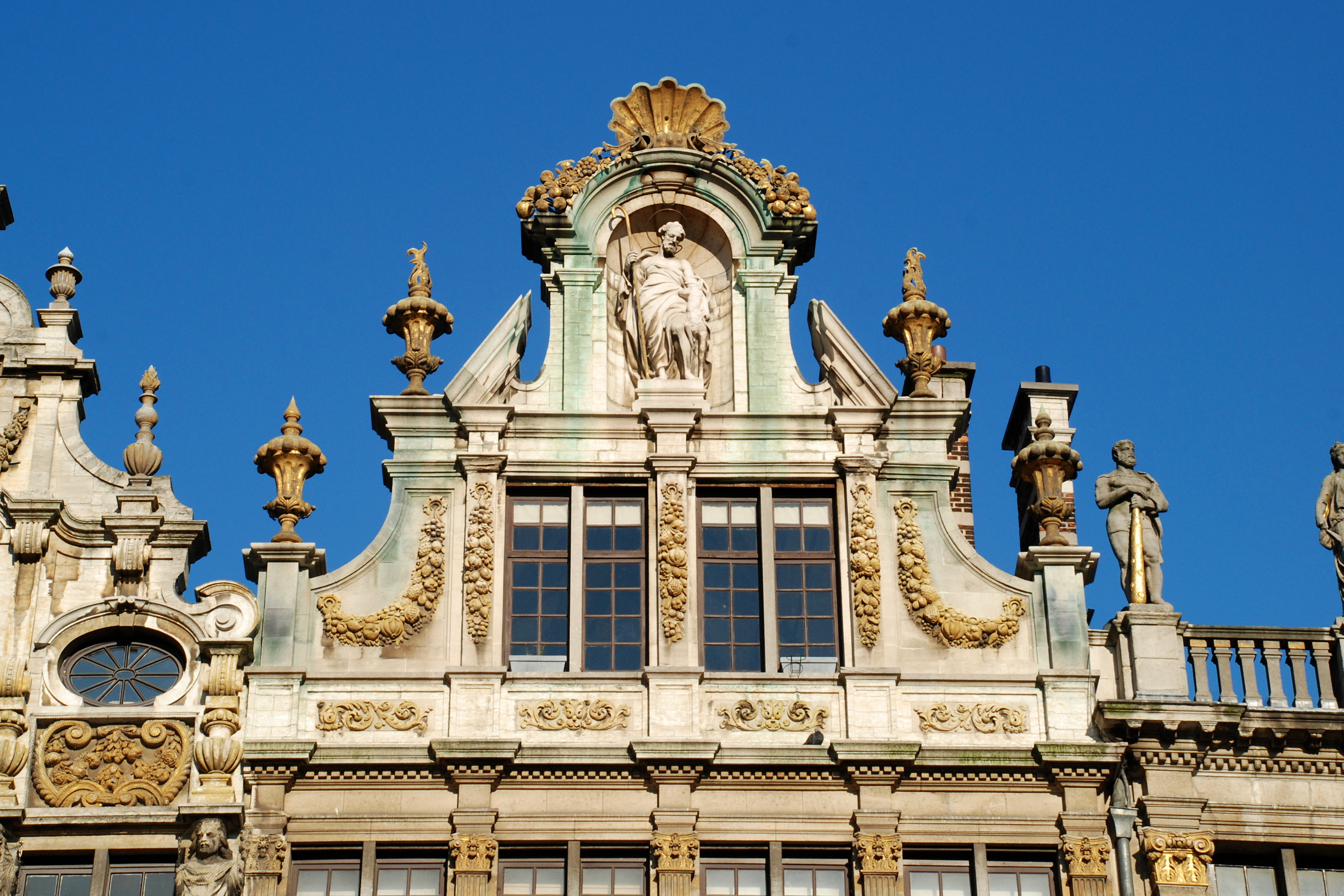
Le pignon, les pots à feu et la statue de Saint-Gilles.
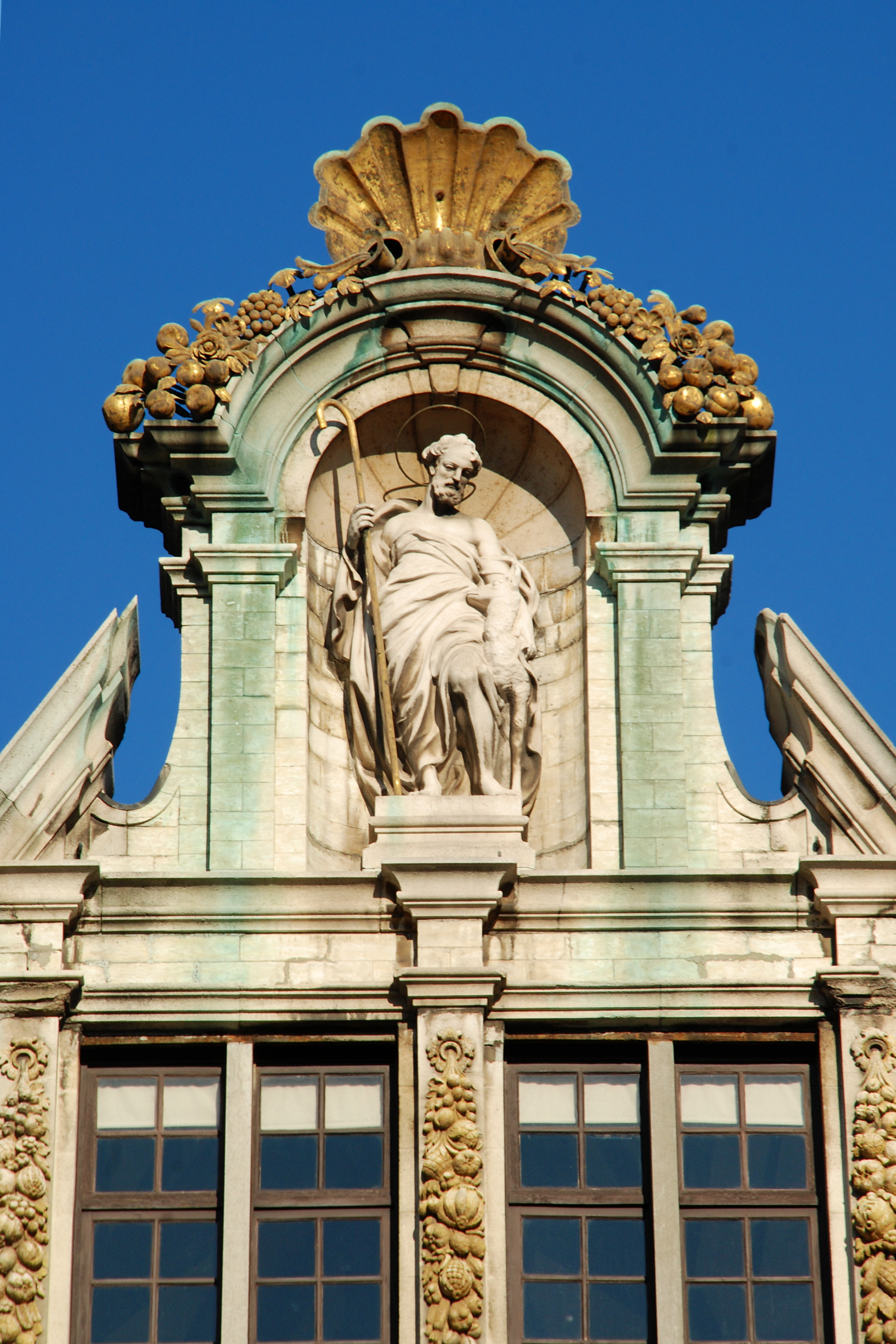
La statue de Saint-Gilles patron des graissiers.